# Ta pengarna och stick!
Ta pengarna och stick! (engelska: Take the Money and Run) är en amerikansk komedifilm i regi av Woody Allen och även dennes regidebut. Som i många andra av Allens filmer innehar han själv huvudrollen.

## Handling
Filmen presenteras som en dokumentär om brottslingen Virgil och följer hans liv från barndomen. Filmens berättare är hans familj och vänner, som även blir intervjuade.

## Om filmen
Filmen är inspelad i San Francisco, fängelsescenerna i San Quentin-fängelset. Den hade världspremiär i New York den 18 augusti 1969 och svensk premiär den 4 juni 1971, åldersgränsen är 11 år.
Ett hundra fångar på San Quentin fick en mindre summa i betalning för att arbeta på filmens fängelsescener. Skådespelarna och filmteamet stämplades varje dag med ett särskilt bläck som syntes i ultraviolett ljus så att vakterna visste vilka som fick lämna fängelset på kvällen.
Virgil Starkwells födelsedatum i filmen, 1 december 1935, är Woody Allens födelsedatum.

## Rollista i urval
- Woody Allen - Virgil Starkwell
- Janet Margolin - Louise
- Marcel Hillaire - Fritz
- Jacquelyn Hyde - Miss Blair
- Lonny Chapman - Jake
- Jan Merlin - Al
- Louise Lasser - Kay Lewis
- Dwight D. Eisenhower - sig själv (arkivbilder, ej krediterad)
- Vilhelm II av Tyskland - sig själv (arkivbilder, ej krediterad)
- Richard Nixon - sig själv (arkivbilder, ej krediterad)
- Mickey Rose - kedjefånge (ej krediterad)

## Musik i filmen
- Soul Bossa Nova, skriven av Quincy Jones, framförd av Marvin Hamlisch and His Orchestra